# 菲利普斯广场
菲利普斯广场（法語：square Phillips）是加拿大魁北克省蒙特利尔市中心的一个广场。它以建筑承包商和市议员托马斯·菲利普斯的名字命名，从毛皮商Joseph Frobisher购买了这块土地。菲利普斯于1842年去世。他的遗孀捐赠了广场所在的这块土地，用作她丈夫的永久纪念碑。

## 历史

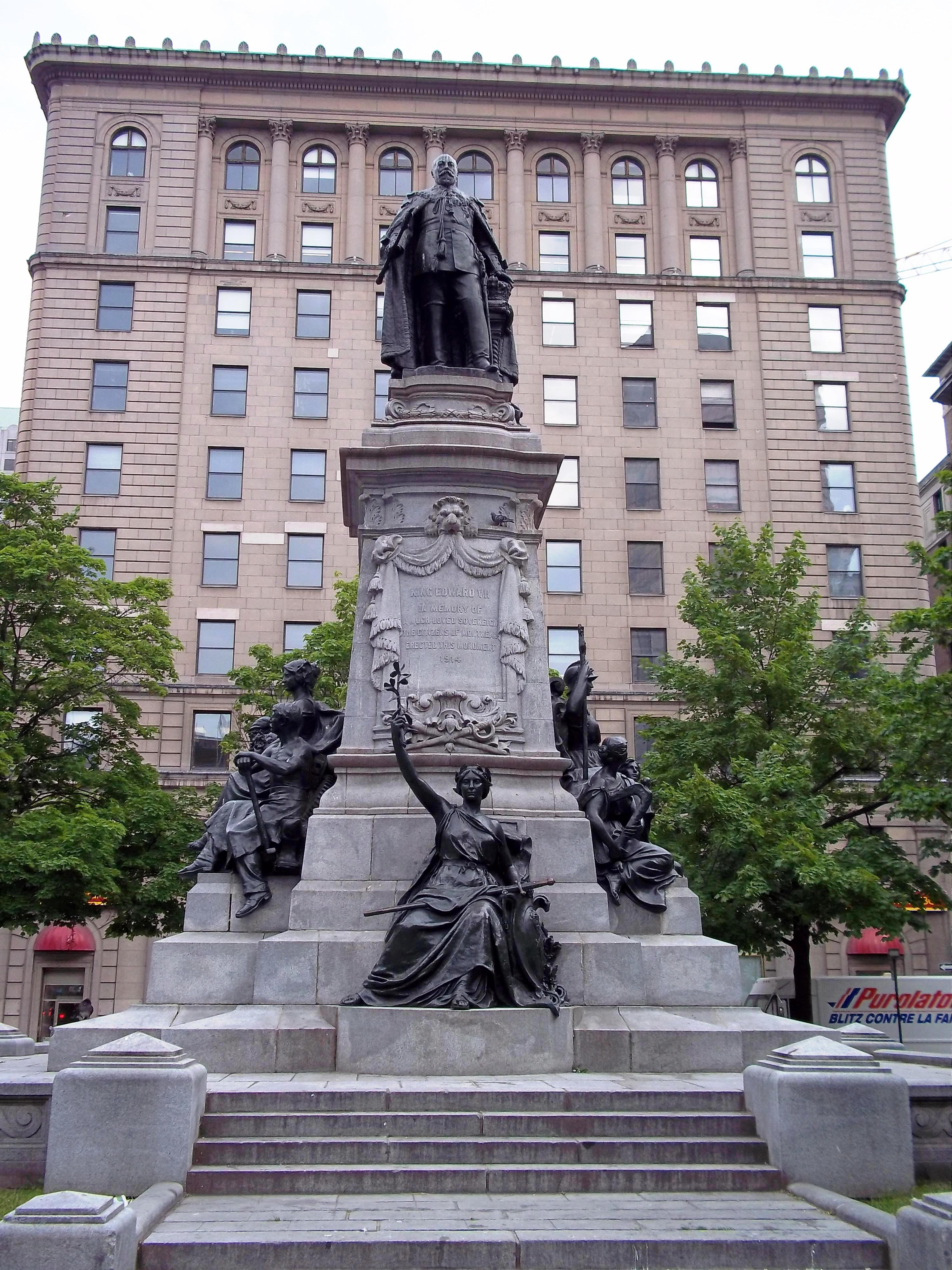
爱德华七世纪念碑

1842年，广场首次开辟，当时是蒙特利尔市边缘一个富裕的住宅区。 在菲利普斯广场开办公司的第一家商人是“高级餐饮服务商和糖果制造商”、乌特蒙市长阿尔弗雷德·乔伊斯，1878年在广场的南侧建了一家优雅的商店。1891年，摩根百货公司在广场的北侧开设了自己的商店。来自美国的游客对这里特别感兴趣，因为南方邦联总统杰斐逊·戴维斯在内战期间将家人送往蒙特利尔居住；在今天称为“海湾”（The Bay）的商店西侧曾安装过一块黄铜牌匾，用以纪念邦联总统杰斐逊·戴维斯, 他于1867年来到当时位于此处的约翰·洛弗尔的家中。该牌匾于2017年被移除。
1894年，Birks 总部在广场西侧建成。 菲利普斯广场东侧角落的快餐店是蒙特利尔第一家美术馆，由路易丝公主和罗恩侯爵夫妇于1879年揭幕。收藏品增多后，搬到了今天的蒙特利尔美术博物馆。 在广场的南侧，是加拿大水泥大楼，建于1921年，阿尔弗雷德·乔伊斯曾在此开设糕点店。这座庄严的10层大厦，由Barott和Blackader设计，是第一座完全由钢筋混凝土建造的办公大楼。加拿大水泥公司由第一代比弗布鲁克男爵马克斯·艾特肯创立。巴罗特说服他，在总部大楼中使用混凝土来宣传他的水泥产品。该建筑在建成时被认为很前卫，因为它是蒙特利尔第一座拥有地下停车库的摩天大楼，当时道路上还没有太多汽车。
广场最近于1995年进行了翻新。 2012年8月31日，蒙特利尔市当局在广场南侧建成了1972年蓝鸟咖啡馆大火受害者纪念碑，纪念悲剧发生40周年。
广场上有一座国王爱德华七世（1901年至1910年在位）的青铜雕像。他于1860年曾访问蒙特利尔，当时他还是威尔士亲王，主持维多利亚桥的开通典礼。雕像由Louis-Philippe Hébert设计，建于1914年。纪念碑底部的四个寓言人物代表着和平、四大民族、丰富和自由。

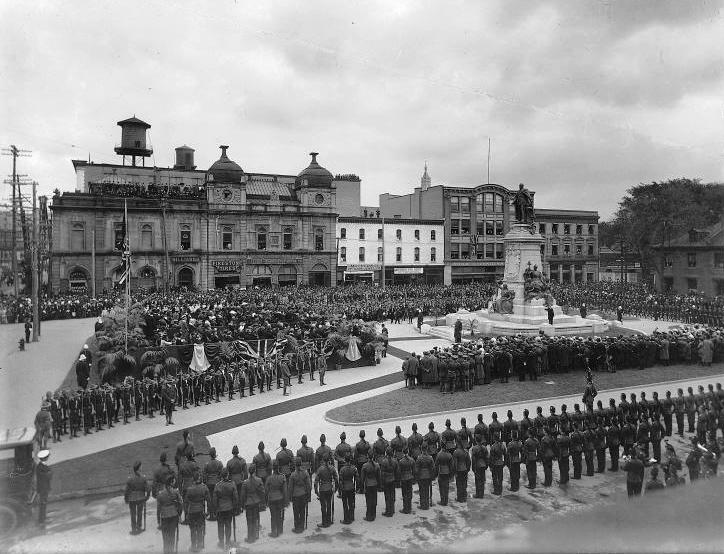
1914
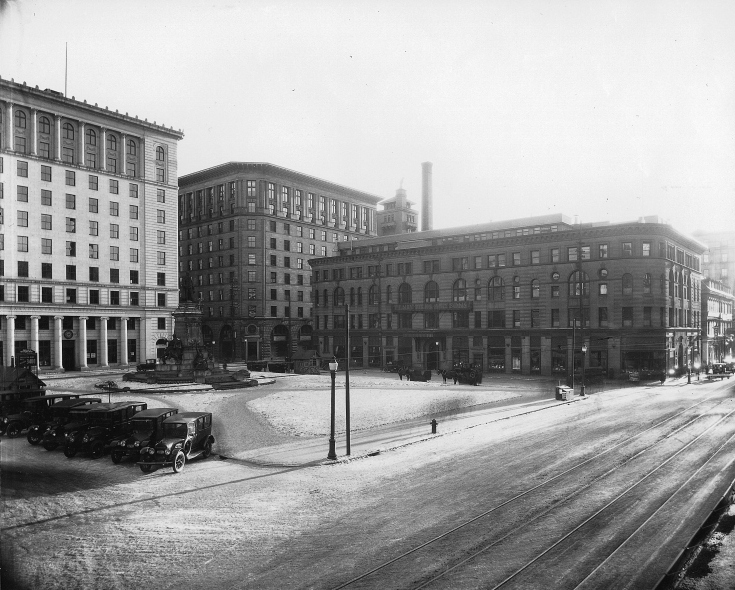
1922
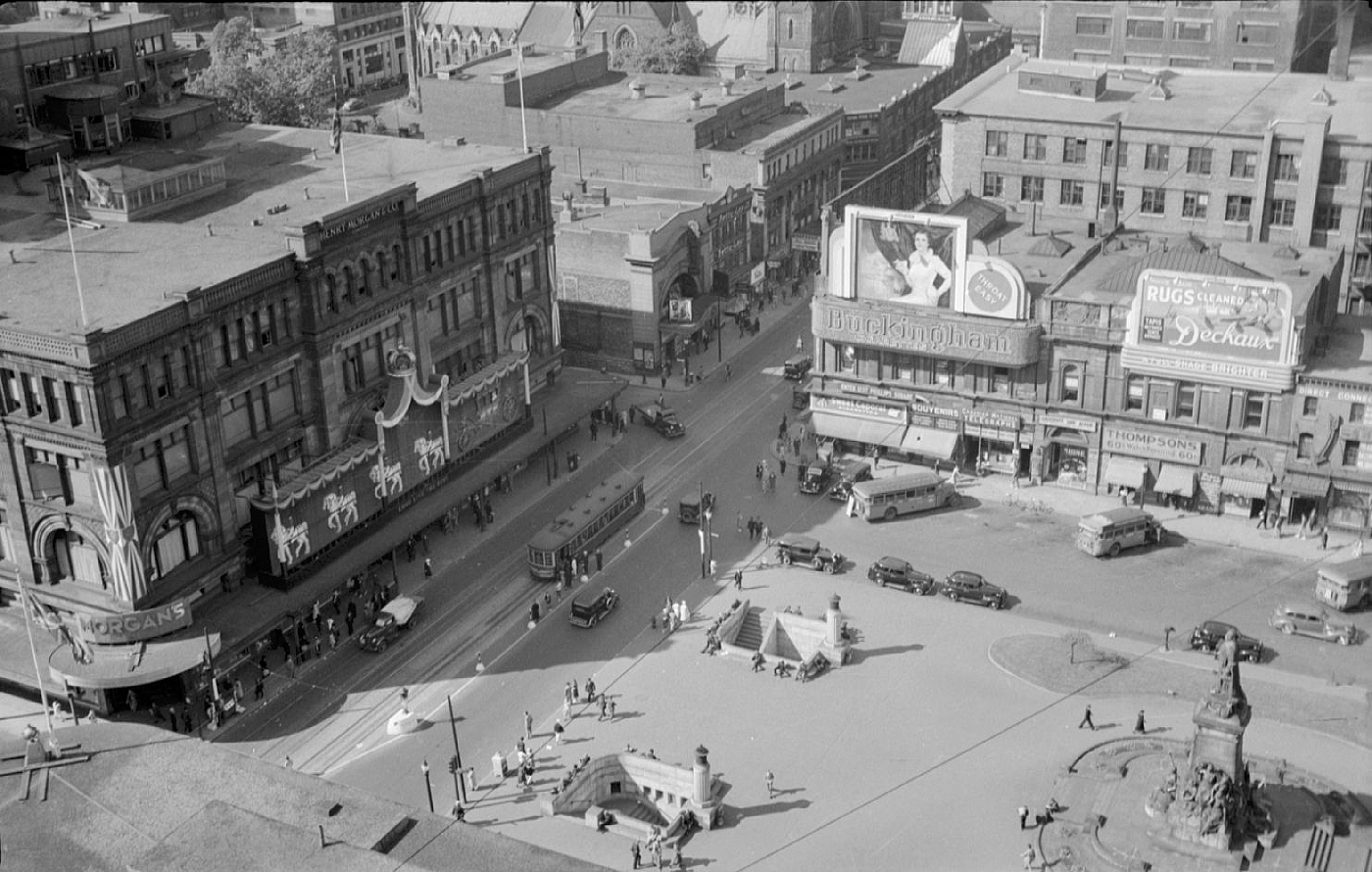
1930